# Los muchachos de antes no usaban gomina (película de 1937)
Los muchachos de antes no usaban gomina es una película argentina en blanco y negro dirigida por Manuel Romero según su propio guion escrito en colaboración con Mario Bernard sobre la obra homónima de Romero que se estrenó el 31 de marzo de 1937 y que tuvo como protagonistas a Florencio Parravicini, Mecha Ortiz, Santiago Arrieta e Irma Córdoba.
Hay otra versión homónima dirigida en 1969 por Enrique Carreras con un elenco encabezado por Rodolfo Bebán y Susana Campos

## Sinopsis
Alberto Rosales (Santiago Arrieta) es un joven de buena posición social, pero por las noches se dedica a beber, bailar tango y frecuentar lugares de mala fama con su amigo el “Mocho” Ponce (Florencio Parravicini). Su familia, en especial su padre Carlos Rosales (Martín Zabalúa) y su novia Camila Peña (Irma Córdoba), le piden que abandone esas modas pasajeras y siente cabeza, pero no logran convencerlo. Una noche, Alberto conoce a la rubia Mireya (Mecha Ortiz), una mujer por la que se pelean dos maleantes del barrio, y se enamora de ella. Alberto defiende el honor de Mireya en un combate a cuchillo, y ella se enamora de él también.
Tiempo más tarde, Alberto abandona a Camila. Su familia se indigna al enterarse de su relación con una mujer de origen tan bajo como Mireya, y su padre lo convence de volver con Camila y comprometerse en matrimonio. Su amigo Ponce visita a Mireya, le da la noticia del casamiento y la convence de cortar sus lazos con Alberto para siempre. Mireya vuelve a su vida desdichada de antes, mientras Alberto se casa con Camila y tienen hijos.
Diez años después, Alberto es un hombre próspero pero infeliz. Se vuelve a encontrar con Mireya en una kermés organizada por su esposa. Ambos hablan de dejar sus vidas actuales y escaparse juntos, hasta que llegan el hijo y la hija de Alberto. Mireya se va resignada.
Veinte años después, en el cumpleaños 55 de Alberto, su familia le falta el respeto como una vez se lo faltó él a su padre. El único que lo comprende es su amigo Ponce, que le regala un tango compuesto por él sobre sus andanzas de juventud, llamado “Tiempos Viejos”. Alberto lamenta la desaparición de su juventud y se pelea con su familia, especialmente con su hijo. Sale con Ponce a un bar para intentar revivir los viejos tiempos, sin éxito. Un grupo ruidoso de jóvenes irrumpe en el bar, maltratando a una señora que todos en el barrio llaman la Loca. Alberto defiende a la Loca, y descubre con indignación y vergüenza que su hijo forma parte del grupo malhechor. La Loca revela ser Mireya. Sentencia que la infelicidad de Alberto es un castigo del destino por haberla abandonado. Cuando alguien intenta echar bruscamente a Mireya del bar, el hijo de Alberto recapacita y la defiende, yéndose del bar con ella y prometiendo enmendar el maltrato ocasionado. Alberto se enorgullece de su hijo. Ponce señala que la juventud de Alberto y suya no desapareció, sino que sigue viva en jóvenes nobles como él.

## Reparto
- Florencio Parravicini ...	Ponce - Mocho
- Mecha Ortiz...	La Rubia Mireya
- Santiago Arrieta	 ...	Alberto
- Irma Córdoba	 ...	Camila Peña
- Martín Zabalúa	 ...	Carlos Rosales
- Niní Gambier	 ...	Inés Rosales
- Alfonso Pisano	 ...	Euclides García Fuentes
- Mary Parets ...	Lucy Rosales
- Pedro Laxalt ...	Jorge Rosales
- Aurelia Musto	 ...	Sra. Rosales
- Hugo del Carril	 ...	El cantor
- María Vitaliani	 ...	Sra. Peña
- Amalia Bernabé	 ...	Amiga de Camila
- Fernando Borel	 ...	Jorge Newbery
- Eduardo de Labar	 ...	Hansen
- Homero Cárpena	 ...	Guapo Salinas
- Malisa Zini	 ...	Amiga de Camila
- Isabel Figlioli	 ...	Mujer del cabaret
- Jorge Lanza	 ...	Amigo de Rivera
- Carlos Enríquez	 ...	Vendedor de globos
- Delfina Fuentes
- Nelly Quirós
- Osvaldo Miranda	 ...	Amigo de los Rosales
- Andrés Labrano
- Roberto Blanco		...	Guapo Rivera
- Roberto Páez
- José de Ángelis

## Actuaciones
Dice Domingo Di Núbila que Mecha Ortiz 

“consiguió una memorable interpretación de La Rubia Mireya, arquetipo de las “minas fieles de buen corazón”, estrellas y órbitas del universo porteño evocado… a las que se amaba, mantenía, gozaba y reconocía lealtad pero que quedaban abandonadas, víctimas del poder, el orgullo y el elitismo y sobre todo la injusticia, a la hora de la conveniencia matrimonial… Con su sortilegio personal y su talento interpretativo Mecha Ortiz supo animar las vivencias de Mireya sin descorrer los velos de su misterio.”

## Escenografía
La escenografía estuvo a cargo del arquitecto Ricardo Conord, de quien Di Núbila dice que fue otra de las estrellas y afirma:

"A la reconstrucción de Hansen sumó otra muy llamativa: más de una cuadra de la calle Florida, antes que fuera peatonal, en su cruce con Cuyo (luego Sarmiento), transitada por mucha gente, varios carruajes y  escandalizada por la velocidad con que Varela Castex manejaba el primer automóvil que vieron los argentinos, sin olvidar a los voyeurs que se paraban en la esquina para disfrutar de reojo los tobillos de las chicas cuando subían al tranvía a caballos. También hubo amplitud escenográfica y bastantes extras en la evocación de una kermesse, en una boite, una retreta en la Plaza de Flores y un boliche boquense. Por supuesto, el gasto de vestuario fue récord en la naciente industria que visualmente salió de pobre con este premeditado despilfarro."

## Comentario
Para Di Núbila la obra de Romero:

“Fue una brillante y colorida evocación del Buenos Aires noctámbulo de principios de siglo, ese mundo de farras, tango, champagne, broncas y percantas donde cometió sus pecados de juventud y atesoró inolvidables recuerdos toda una generación porteña, la misma a que pertenecía él (Romero). Tuvo calor ambiental, riqueza de tipos, sabor de época, gracia y encanto dentro de un argumento que, pese a su línea central melodramática, llegó a conmover por la acendrada nostalgia, el cariño, la alegría y el dolor que sin duda sintió Romero al hacer esta reminiscencia de un periodo de su vida. Transmitió tal sensación de autenticidad que hasta hizo reflexionar sobre cuestiones condicionantes de frustraciones humanas, adquirió universalidad y mejoró con el tiempo hasta erigirse en clásica."